# Commiphora serrata
Commiphora serrata is een soort uit de familie Burseraceae. Het is een stekelige boom die een groeihoogte van 5 tot 20 meter kan bereiken.
De soort staat op de Rode Lijst van de IUCN geklasseerd als 'niet bedreigd'.
De soort komt voor in tropisch Oost-Afrika, van Tanzania tot in Mozambique. Hij groeit daar in droge laaglandbossen en bosachtige terreinen met struikgewas. Verder wordt de soort ook aangetroffen in struwelen en droge bossen langs de kust, vooral tussen rotsen. Hij groeit tot op hoogtes van 700 meter.
De boom levert een hars die soms in het wild wordt geoogst voor lokaal gebruik. De hars wordt verkregen uit de takken en wordt gebruikt voor het lijmen van speer- en pijlstelen en voor wierookbereiding. De boom wordt geplant om als hekwerk of grensafscheiding te dienen.
... 
C. africana · 
C. caudata · 
C. gileadensis · 
C.  guidottii · 
C. kataf · 
C. myrrha · 
C. simplicifolia · 
C. wightii · 
C. wildii
...